# 日本におけるファイル共有
日本におけるファイル共有（にほんにおけるファイルきょうゆう）は、その規模と高度さの両面で注目に値するものである。
日本レコード協会は、2010年の調査結果を用いて、違法ダウンロード（違法となったのは2010年から）の数が合法なダウンロードの10倍に達していると示唆している。
2012年には、海賊版の音楽や映画にアクセスすることに対して罰則を科す法律が可決された。
2020年には、国会が法改正を行い、罰則対象を漫画、学術文献、雑誌のダウンロードにも拡大し、さらに違法なトレントファイルへのリンクを提供する「リーチサイト」や、匿名掲示板に違法サイトのリンクを貼り付ける行為、あるいは同様の目的で使用される「リーチアプリ」の提供を禁止した。罰則の拡大に関する部分は2021年1月1日に施行され、リーチサイトおよびリーチアプリの規制に関する部分は2021年10月1日に施行された。この新たな立法では、言論の自由との衝突を避けるために、軽微な違反、および特別な事例（スクリーンショットに偶発的に写り込んだ例、パロディや二次創作、数十ページのマンガのうち数コマ、数百ページの小説のうち数ページのダウンロードなど）は違法とは見なさないとされている。リーチサイトの運営または設立に対する罰則は、最大5年の懲役または500万円以下の罰金とされている。この法律は主にデバイスへのダウンロードを対象としており、コンテンツをライブ配信する場合には抜け穴が存在する可能性がある。
他国の多くとは異なり、日本では著作権のあるコンテンツのファイル共有は民事違反にとどまらず、刑事罰の対象でもあり、アップロードには最大10年、ダウンロードには最大2年の懲役が科される可能性がある。また、インターネットサービスプロバイダの高いレベルでの協力も存在する。このため、Winny、Perfect Dark、Shareのような匿名ネットワークが、BitTorrent、WinMX、Gnutella（Cabos）、OpenNap（Utatane）のような公開ネットワークよりも人気を集めていると考えられている。

## 歴史

### 2000年
ケビン・ハーンとFrontcode TechnologiesがWinMXをリリースする。これは日本語文字に対するUnicodeサポートを提供する最初期のP2Pファイル共有クライアントの一つである。

### 2002年
日本レコード協会がファイル共有に関する初の報告書を発表する。ファイル共有ソフトを使用したことのあるユーザーの84%が、主にJ-POPのMP3を共有するためにWinMXを使用していたと報告された。これらのユーザーの約半数は以前にNapsterを使用していたが、その利用は減少傾向にあった。
東京大学の金子勇がFreenetの匿名P2P、分散データストア、ノードモデルに基づいた日本初のファイル共有クライアントWinnyをリリースする。

### 2003年
「#Rufu」がOpenNapネットワークに接続するための日本語クライアントUtataneをリリースする。8月8日、Antinnyウイルスが初めて報告される。Winnyのユーザーは無自覚にこれを自分のコンピュータにインストールし、その後このウイルスがWinnyを通じて個人情報をネットワークにアップロードする。

### 2004年
5月10日、金子勇が2ちゃんねる上でWinnyに関する投稿を通じて著作権侵害を助長した疑いで逮捕される。ファイル倉庫がWinnyを基に、ファイルの検索をより容易にしたShareをリリースする。Gnutellaネットワークに接続するための日本語クライアントCabosもリリースされる。

### 2005年
2月14日、チャド・ハーリー、スティーブ・チェン、ジョード・カリムがアメリカの動画共有サイトYouTubeを設立する。同サイトは日本や世界中で人気を博す。日本のアニメや他の東アジア関連のトレントファイルへのリンクを提供するウェブサイトNyaa Torrentsが開設される。

### 2006年
「会長」がWinny/Share系のさらなる発展としてPerfect Darkをリリースする。京都地方裁判所は金子勇に有罪判決を下し、150万円の罰金を命じる。同日、金子は控訴する。12月12日、川上量生が日本の動画共有サイトニコニコ動画を設立する。当初はYouTubeのコンテンツに大きく依存していた。

### 2007年
日本レコード協会の調査において、初めて日本のユーザーはWinMXよりもWinnyやLimewireの方が人気があると回答する。同協会のノード数調査では、Winnyの接続ユーザー数が26万4千人、次いでShareが20万1千人であった。3月、Retina社がShareのアップローダーのIPアドレスを検出するためのプログラム「Sharebot」をリリースする。開発者側はこれに対抗して、Sharebotの接続を全てブロックするShare用プラグイン「DiffusionProClone」をリリースする。

### 2008年
日本レコード協会のノード数調査では、Shareの接続数が20万9千人に増加し、Winnyは18万1千人に減少する。アメリカに拠点を置く日本語ウェブホスティングサービスFC2が、YouTubeに類似した動画共有サービスを開始する。映画「ウォンテッド」をWinny上で無断で公開した男が逮捕され、懲役2年・執行猶予3年の有罪判決を受ける。

### 2009年
2009年、著作権法が改正され、著作権で保護された素材のアップロードに対して特別な罰則が科されるようになり、最長10年の懲役が規定された。10月8日、大阪高等裁判所は金子に無罪判決を下した。検察は最高裁判所に上告した。

### 2010年
2010年、著作権法が改正され、著作権で保護された素材のダウンロードが刑事罰の対象となった。日本の報道機関は、録画したテレビ番組をBittorrentにアップロードしたとして男が逮捕された最初の事件を報じた。

### 2011年
12月20日、最高裁判所は金子に無罪判決を下した。

### 2012年
ダウンロードに対する刑事罰が強化された。最大刑罰は懲役2年および罰金200万円と定められた。

### 2013年
パロアルトネットワークスは、日本における帯域幅消費量の最多がBittorrentであり（6.5兆ビット）、次いでPerfect Dark（1.8兆）、Share（1.06兆）であると推定する報告書を発表した。Winny、Gnutella、WinMXはこれに続いた。NHKは、Shareにアニメをアップロードしたとして24人、Perfect Darkにアップロードしたとして2人、名前の公表されていないファイルホストにアップロードしたとして1人が逮捕されたと報じた。

### 2014年
コンピュータソフトウェア著作権協会は、ファイル共有の全体的な利用が2008年以降著しく減少していると報告し、依然として最も人気のあるファイル共有プログラムはShareであり、44,000ノードを有していた。これにPerfect Dark（24,000）とWinny（12,000）が続いていた。一方、Netagentも減少傾向を報告しているが、Winnyは51,000ノード、Perfect Darkは49,000、Shareは39,000であった。

### 2016年
警察庁は、ファイル共有ソフトを利用した著作権侵害の容疑で44人を逮捕したと発表した。この発表では、日本ではダウンロード行為が違法であることも言及されている。

### 2018年
Netagentはさらなる減少を報告し、Winnyが最も多い45,000ノードであり、次いでPerfect Darkが30,000、Shareが10,000であった。

### 2019年
日本在住の韓国人男性が、YouTubeで無料配信されていたアニメをBittorrentネットワークにアップロードしたとして逮捕された。